# Escudo da Trindade

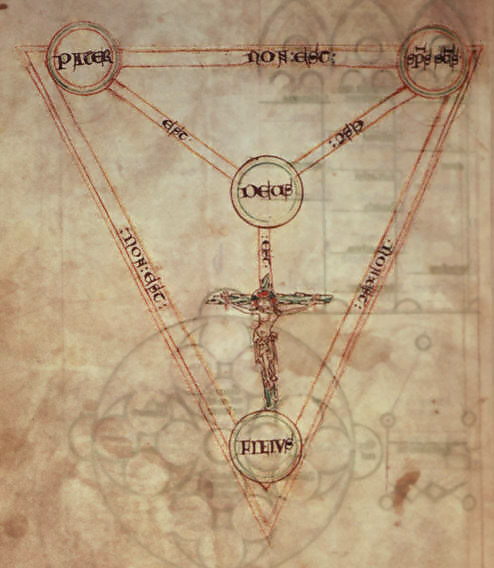
Primeira versão atestada do diagrama, a partir de um manuscrito de Pedro de Poitiers, c. 1210.

O Escudo da Trindade ou Scutum Fidei (latim para "escudo da fé") é um tradicional símbolo cristão que expressa muitos aspectos da doutrina da Trindade, resumindo a primeira parte do Credo Atanasiano em um compacto diagrama. Em fins da Idade Média, na Inglaterra e na França, este emblema foi considerado o brasão de armas de Deus.

## Descrição básica
O diagrama consiste em quatro nós interligados por seis arcos (ou elos). Três nós situam-se na borda do diagrama e são rotulados com os nomes das três pessoas da Trindade, grafados tradicionalmente em língua latina: o Pai ("PATER"), o Filho ("FILIUS") e o Espírito Santo ("SPIRITUS SANCTUS"). O quarto nó situa-se no centro do diagrama e é rotulado de Deus (do latim, "DEUS"). Os três arcos entre o nó central e os nós externos são rotulados de "é" (do latim, "EST"), e os três arcos que ligam os nós externos uns aos outros são rotulados de "não é" (do latim "NON EST").
Os arcos são bidirecionais. Assim, as seguintes proposições podem ser lidas fora do diagrama:

"Escudo da Trindade" ou diagrama tradicional Scutum Fidei.

- "O Pai é Deus"
- "O Filho é Deus"
- "O Espírito Santo é Deus"
- "Deus é o Pai".
- "Deus é o Filho"
- "Deus é o Espírito Santo"
- "O Pai não é o Filho"
- "O Pai não é o Espírito Santo"
- "O Filho não é o Pai"
- "O Filho não é o Espírito Santo"
- "O Espírito Santo não é o Pai"
- "O Espírito Santo não é o Filho"

## Breve história

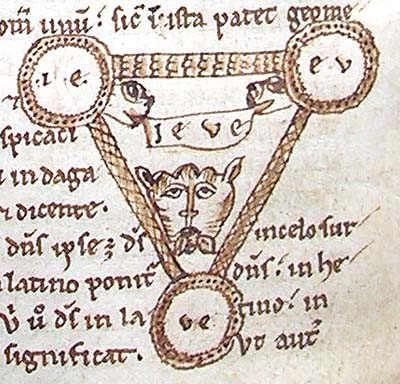
Diagrama do Tetragrama-Trindade, em um manuscrito de Pedro Afonso do início do século XII.

A origem do diagrama, embora desconhecida, foi influenciada por experiências, no século XII, de simbolizar a Trindade em forma visual, tais como o diagrama apresentado em um manuscrito de Pedro Afonso do ano 1109, e os diferentes diagramas de Joaquim de Fiore. No início do século XIII, o Escudo da Trindade aparece no manuscrito Compêndio Historiae na Genealogia Christi, de Pedro de Poitiers, mas o período de sua mais ampla utilização foi durante os séculos XV e XVI, quando ele é encontrado em manuscritos, vitrais e esculturas ornamentais em diversas igrejas.
O diagrama foi utilizado na heráldica a partir de meados do século XIII, quando um escudo com o diagrama foi incluído por Mateus de Paris em sua Chronica Majora, e por William Peraldus em sua Summa Vitiorum.
O único nome para este diagrama, que estava em uso regular durante a Idade Média, foi Scutum Fidei, frase em latim que significa "Escudo da Fé", tirada a partir da Vulgata de Efésios 6:16.

## Nome
O único nome para este diagrama, que estava em uso regular durante a Idade Média, foi Scutum Fidei, frase em latim que significa "Escudo da Fé", tirada a partir da Vulgata de Efésios 6:16.
A frase em particular "Escudo da Trindade", que agora é o nome mais comum para o diagrama, só entra em uso regular no século XX. No entanto, ele é chamado em latim Scutum Sancte Trinitatis ou "Escudo da Santíssima Trindade". Outras variantes são "Brasão da Trindade", "Escudo da Santíssima Trindade", "Emblema da Trindade", "Armas da Fé", "Emblema da Santa e Indivisa Trindade", etc.

### Orientação do diagrama
Como a Primeira Pessoa da Santíssima Trindade, o Pai está sempre na mais honrosa posição no diagrama. Assim, na forma do diagrama com um vértice para baixo, a legenda "PATER" está sempre colocada no nó superior esquerdo (que é, na Heráldica, o canto superior direito ou "dexter chefe", quando considerado do ponto de vista de alguém segurando o escudo de trás). Na forma do diagrama com um vértice para cima, a legenda "PATER" está sempre colocada no nó superior. A colocação das legendas "FILIUS" e "SPIRITUS SANCTUS" pode variar nos outros dois nós externos.
Em versões do diagrama no século XIII, a legenda "FILIUS" é colocada no nó inferior e, muitas vezes, uma cruz é desenhada no arco entre nó central e o nó inferior, a fim de simbolizar a ideia de que a Segunda Pessoa da Trindade entrou no mundo, isto é, que "O Verbo se fez carne" (João 1:14), como é afirmado em uma anotação no diagrama incluído na Chronica Majora de Mateus de Paris. Nos séculos posteriores, quando a forma de Escudo da Trindade com um vértice para baixo é usada, o Filho é mais frequentemente colocado no nó superior direito, e o Espírito Santo, no nó inferior.